# 존 햄 (기업인)
존 햄(영어: John Ham)은 미국 라이브 스트리밍 서비스인 Ustream의 공동 창업자이자 CEO와 회장을 지낸 한국계 미국인 기업가이다. 2010년에는 비즈니스 인사이더지에서 발표한 '실리콘 밸리 100인 (The Silicon Valley 100)' 중에 한 명으로 선정되었다. 2016년에 IBM을 통해 1500억 원 규모의 EXIT을 했다.

## Ustream
존 햄은 2006년에 브래드 헌스터블(Brad Hunstable) 그리고 귤레 페헤르(Gyula Feher)와 함께 Ustream을 설립했다. 당시 해외 파견 중인 군인들이 고향에 있는 가족과 소통할 수 있는 방법을 제공하고 싶었다. Ustream 같은 서비스는 자유시간이 제한된 전장에서 군인들이 한 번에 모든 친지들과 동시에 소통할 수 있는 방법을 제공할 수 있었다.
Ustream은 2007년 3월에 오픈 베타를 시작했고, 당시 최초의 라이브 영상 사이트 중 하나였다. 같은 해 미국 PC Magazine지의 에디터 초이스에 선정되기도 했다. 버락 오바마와 힐러리 클린턴 같은 정치인들이 사용하면서 널리 알려졌다.
2011년에는 가장 많은 콘텐츠를 수집한 온라인 비디오 서비스로 기네스 세계 기록에 올랐으며, 당시 YouTube와 비교하여 2배 가까운 수치를 기록했었다.
존 햄은 여러 경영인과도 친분이 있는 것으로 알려져 있으며, 대표적으로 투자자였던 소프트뱅크의 손정의 의장, 회사 고문으로 합류 시킨 트위터의 창립자 잭 도시(Jack Dorsey), 그리고 재정 고문으로 합류 시킨 페이스북의 CFO였던 기드온 유(Gideon Yu)가 있다. 또한 애쉬튼 커쳐, P. 디디, 스눕 독 같은 연예인과 친분이 있는 것으로도 알려져 있다.
2016년 1월에 IBM이 1억3000만 달러(한화 1500억 원)에 Ustream을 인수하였다.

### 소프트뱅크
Ustream은 2010년 소프트뱅크로부터 7500만 달러의 투자를 받았고, 같은 해에 손정의 의장을 대표로 하는 조인트 벤처를 설립했다. 현재까지도 존 햄과 손정의는 긴밀한 관계를 유지하고 있다.

### 유스트림코리아
KT로부터 1000만 달러 투자를 받고 소프트뱅크와 함께 합작사인 유스트림코리아를 2012년 3월에 출범했다. 2014년에 12월에 철수했다.

### 매체 출연
- 한국일보: [실리콘밸리 한인 기업열전 74] 유스트림 존 함 이사회 의장
- USA Today: uStream on USA TODAY Talking Tech | John Ham Interview
- Bloomberg: Ham Says Ustream Offers `Awesome' Ad Opportunity
- CeBIT: | Ustream CEO John Ham: The Power of Live
- Fox Business: | John Ham and Brad Hunstable on Fox Business

## 기타
학력으로는 웨스트포인트를 졸업했고, 2004년부터 2005년까지 대구 캠프 헨리에 주둔한 주한 미군 육군 제19전구지원사령부에서 사령관 부관 및 연설 초고자를 지냈다. 하바드 비즈니스 스쿨과 스탠퍼드 비즈니스 스쿨에서 초대 강연을 했었다.